# Versioni copte della Bibbia
Le versioni copte della Bibbia sono le traduzioni della Bibbia nella lingua copta.
Per quanto riguarda il Nuovo Testamento, esse includono alcune delle prime traduzioni in qualsiasi lingua. Le principali versioni sono quelle in bohairico (o menfitico, dialetto settentrionale), sahidico (dialetto meridionale), fayumico e mesokemico.
Copie parziali di numerose bibbie copte sono tuttora conservate. Un numero considerevole di testi apocrifi si sono conservati in copto, tra cui i Codici di Nag Hammadi. Poiché il copto è la lingua ufficiale della Chiesa copta ortodossa, l'edizione copta della Bibbia ha un ruolo centrale in questa religione.

## Nuovo Testamento

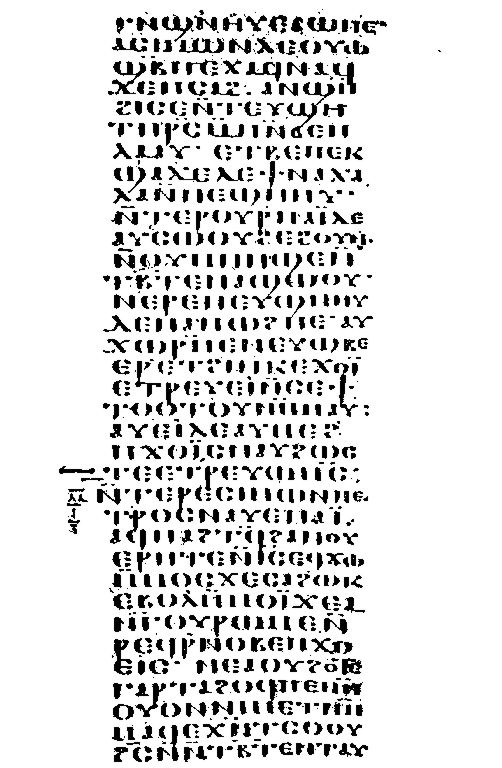
Manoscritto copto dell'VIII secolo contenente Vangelo secondo Luca 5,5-9

I due dialetti principali, il sahidico e il bohairico, sono i più importanti per lo studio delle versioni più antiche del Nuovo Testamento. Il sahidico fu il dialetto principale del periodo pre-islamico; al contrario, sebbene i manoscritti più antichi in bohairico risalgano al IV secolo, la maggior parte delle versioni bohairiche furono scritte nel IX secolo e oltre.

### Sahidico
La collezione dei manoscritti sahidici è indicata come copsa negli scritti accademici e negli apparati critici.
La prima traduzione in sahidico fu realizzata alla fine del II secolo nell'Alto Egitto, dove il greco era meno diffuso; per tale motivo il sahidico è il primo dialetto copto a sviluppare una propria letteratura, sebbene gli altri dialetti iniziarono subito dopo. A partire dal IX secolo, il sahidico iniziò ad essere soppiantato dal bohairico, fino a scomparire.
L'esistenza dei manoscritti sahidici fu ignorata fino al XVIII secolo. Nel 1778, Carl Gottfried Woide dichiarò di voler pubblicare i frammenti del Nuovo Testamento dai manoscritti presenti ad Oxford «iuxta interpretationem dialecti Superioris Aegypti, quae Thebaidica seu Sahidica appellantur». Altri frammenti furono pubblicati da Émile Amélineau nel 1884. Amélineau pubblicò altri frammenti nel 1886-1888. Diversi anni dopo, George William Horner produsse un'edizione critica del Nuovo Testamento sahidico, tra il 1911 e il 1924. L'edizione di Horner conteneva quasi tutti i versi dell'intero Nuovo Testamento.
L'ordine adottato per i libri è: vangeli (Giovanni, Matteo, Marco, Luca), epistole paoline (Ebrei collocato tra la Seconda lettera ai Corinzi e Galati), epistole cattoliche, Atti, Apocalisse. La traduzione sahidica si è dimostrata un testimone del tipo testuale alessandrino.

#### Versetti omessi integralmente
Matteo 12,47; 16,2b-3; 17,21; 18,11; 23,14;
Marco 9,44.46; 11,26; 15,28;
Luca 17,36; 22,43-44;
Giovanni 5,4; 7,53-8,11;
Atti 8,37; 15,34; 24,7; 28,29;
Romani 16,24.

#### Porzioni di brani omessi o non inclusi
Matteo 15,6 «o sua madre» non incluso;
Luca 11,4 la frase «ma liberaci dal male» è omessa. Questa omissione è sostenuta dai manoscritti greci: Codex Sinaiticus, Codex Vaticanus, Codex Regius, f1, 700, e alcune versioni antiche vg, syrs, copbo, arm, geo.

#### Varianti testuali
In Luca 4,17 si ha la variante testuale «e aprì il libro», in accordo con i manoscritti in lingua greca A, B, L, W, Ξ, 33, 892, 1195, 1241, ℓ 547, syrs, h, pal, copbo, contro la variante «e srotolò il libro» sostenuta da א, Dc, K, Δ, Θ, Π, Ψ, f1, f13, 28, 565, 700, 1009, 1010 e molti altri manoscritti.
In Luca 16,19 la versione riporta «C'era un uomo ricco, di nome N[in]eue, che si vestiva». Questa lezione, presente anche nel manoscritto greco {\displaystyle {\mathfrak {p}}}75 e nei due manoscritti minuscoli greci 36 e 37, ha uno scolio di datazione incerta, ευρον δε τινες και του πλουσιου εν τισιν αντιγραφοις τουνομα Νινευης λεγομενον.

#### Peculiarità

Giovanni 1,1-4

La versione sahidica per Vangelo secondo Giovanni 1,1 è, in copto ϨⲚ ⲦⲈϨⲞⲨⲈⲒⲦⲈ ⲚⲈϤϢⲞⲞⲠⲚϬⲒ ⲠϢⲀϪⲈ 
 ⲀⲨⲰ ⲠϢⲀϪⲈ ⲚⲈϤϢⲞⲞⲠ ⲚⲚⲀϨⲢⲘ ⲠⲚⲞⲨⲦⲈ 
 ⲀⲨⲰ ⲚⲈⲨⲚⲞⲨⲦⲈ ⲠⲈ ⲠϢⲀϪⲈ,
 «In principio era il Verbo, 
 e il Verbo era con Dio, 
 e un dio era il Verbo».

#### Manoscritti principali
Codice Crosby-Schøyen
Manoscritto papiraceo di 53 fogli (12x12 cm), contenente il testo completo del Libro di Giona e la Prima lettera di Pietro. Datato al III o IV secolo, è conservato presso l'Università del Mississippi.
British Library MS. Oriental 7594
Contiene una combinazione insolita di libri: Deuteronomio, Giona e Atti. È stato datato paleograficamente al tardo III-inizio del IV secolo.
Michigan MS. Inv 3992
Codice papiraceo composto da 42 fogli (14x15 cm), contenente la Prima lettera ai Corinzi, la Lettera a Tito, e il libro dei Salmi. Datato al IV secolo.
Berlin MS. Or. 408
British Museum Or. 3518
Manoscritto diviso in due parti. La porzione conservata a Berlino contiene l'Apocalisse, la Prima lettera di Giovanni e la Lettera a Filemone (in questo ordine). È datato al IV secolo.
Bodmer XIX
Contiene Matteo 14:28-28:20; Romani 1:1-2:3. Datato al IV o V secolo.
Bodmer XLII
Seconda lettera ai Corinzi. Dialetto sconosciuto, Wolf-Peter Funk ha suggerito sahidico.

### Bohairico
Il tipo testuale bohairico è principalmente alessandrino, con alcune influenze occidentali; la versione è indicata nelle pubblicazioni accademiche come copbo.
La traduzione del Nuovo Testamento in bohairico (il dialetto del Basso Egitto) fu di poco successiva, in quanto la lingua greca era maggiormente diffusa nell'Egitto settentrionale; probabilmente fu realizzata all'inizio del III secolo. Si tratta di una traduzione molto letterale, in quanto molte parole greche, e persino alcune forme grammaticali (come la costruzione μεν — δε) furono incluse incorporate nel testo copto. Per questa ragione, la versione in bohairico è la più utile nella ricostruzione del testo greco originale tra tutte le altre traduzioni antiche. Va anche notato che la traduzione bohairica fu influenzata dalle versioni negli altri dialetti, principalmente sahidico e fayyumico. Quando il Patriarcato si spostò da Alessandria al Cairo, nell'XI secolo, il bohairico era la lingua dominante delle Chiesa copta.
L'ordine dei libri è: vangeli (Giovanni, Matteo, Marco, Luca), epistole paoline (Ebrei tra 2Tessalonicesi e 1Timoteo), lettere cattoliche, Atti, Apocalisse. L'Apocalisse è conservata in un numero relativamente basso di manoscritti.
La versione bohairica fu utilizzata da John Mill per la sua edizione del 1707; nel 1716 fu pubblicata per la prima volta da Wilkins, col testo Novum Testamentum Aefyptium vulgo Copticum; questa edizione era accompagnata da una traduzione latina. Horner produsse un'edizione critica del Nuovo Testamento bohairico nel 1898-1905. utilizzando più di cinquanta manoscritti bohairici conservati all'epoca nelle biblioteche europee.

#### Versetti omessi
- Matteo 16,2b-3 17:21; 18:11; 23:14;
- Marco 9:44.46; 11:26; 15:28;
- Luca 17:36; 22:43-44;
- Giovanni 5:4; 7:53-8:11;
- Atti 8:37; 15:34; 24:7; 28:29;
- Romani 16:24.

Contiene Matteo 12,47. Alcuni manoscritti bohairici contengono i versetti: Matteo 17,21, 18,11, 23:14; Marco 11,26, 15,28; Giovanni 5,4, 7,53-8,11; Atti 15n34.

#### Manoscritti principali
La versione bohairica originale è ben rappresentata dai manoscritti; più di un centinaio di essi sono sopravvissuti. Tutti hanno gli ultimi dodici versetti di Marco. Il più antico manoscritto conservatosi e contenente i quattro vangeli, sebbene sia incompleto, risale all'889.
Papiro Bodmer III
Il più antico manoscritto della versione bohairica. Scoperto da John M. Bodmer di Ginevra nell'Alto Egitto, contiene il Vangelo secondo Giovanni ed è stato datato paleograficamente al IV secolo; contiene 239 pagine, ma le prime 22 sono danneggiate.
Huntington MS 17
Manoscritto bilingue bohairico-arabo, datato al 1174, è il più antico manoscritto in bohairico con i quattro vangeli completi.
Huntington MS 20
Manoscritto bilingue bohairico-greco, con i quattro vangeli completi.
Oriental MS 424
Manoscritto bilingue bohairico-arabo, datato al 1308, contiene il testo completo delle lettere paoline, delle lettere cattoliche e gli Atti.
Codex Marshall Or. 5.

### Medio egiziano

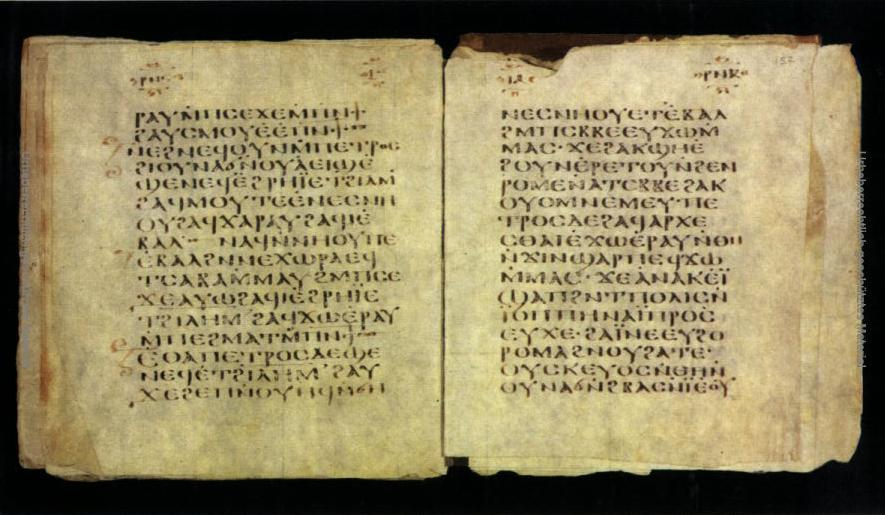
Il Codex Glazier, manoscritto contenente Atti

Le versioni in medio egiziano (akhmimico, copakh, e fayyumico, copfay) sono preservate solo attraverso frammenti.
- Il Codex Schøyen, un manoscritto in papiro contenente il Vangelo secondo Matteo. Datato all'inizio del IV secolo, è il più antico manoscritto in copto contenente Matteo.[41]
- Il Codex Glazier, contenente Atti 1:1-15:3, e conservato alla Pierpont Morgan Library.[42]
- P. Mich. inv. 3521, Vangelo secondo Giovanni in Fayyumic, 325 circa.

### Varianti testuali
Vangelo secondo Marco 8,15: «Egli li ammoniva dicendo: "Guardatevi dal lievito dei farisei e dal lievito di Erode!"»
«degli Erodiani» — {\displaystyle {\mathfrak {P}}}45, W, Θ, f1, f13, 28, 565, 1365, iti, itk, copsa, arm, geo
«Erode» — copbo e maggioranza dei manoscritti greci
Per quanto riguarda il brano Prima lettera di Giovanni 5,6 («Egli è colui che è venuto con acqua e sangue, cioè Gesù Cristo; non con acqua soltanto, ma con l'acqua e con il sangue. Ed è lo Spirito che ne rende testimonianza, perché lo Spirito è la verità»), due versioni, quella sahidica e quella bohairica, hanno la variante «con acqua e sangue e spirito», lezione sostenuta anche dai manoscritti Codex Sinaiticus, Codex Alexandrinus, 104, 424c, 614, 1739c, 2412, 2495, ℓ 598m, syrh, Origene. Bart D. Ehrman ha identificato questa lezione come una corruzione proto-ortodossa, introdotta per combattere correnti considerate "eretiche".

### Manoscritti diglotti greco-copto
Si sono conservati più di quaranta manoscritti diglotti greco-copto del Nuovo Testamento. 
- Papiro 2
- Papiro 6
- Papiro 41
- Papiro 42
- Papiro 62
- Papiro 96
- Codex Borgianus
- Onciale 070
- Onciale 086
- Onciale 0100
- Onciale 0114
- Onciale 0129 (= 0203, ℓ 1575)

- Onciale 0164
- Onciale 0177
- Onciale 0184
- Onciale 0200
- Onciale 0204
- Onciale 0205
- Onciale 0236
- Onciale 0237
- Onciale 0238
- Onciale 0239
- Onciale 0260
- Onciale 0275

- Onciale 0276
- Onciale 0298
- Onciale 0299
- Lezionario 143
- Lezionario 961
- Lezionario 962
- Lezionario 963
- Lezionario 964
- Lezionario 965
- Lezionario 1353
- Lezionario 1355
- Lezionario 1575

- Lezionario 1602
- Lezionario 1603
- Lezionario 1604
- Lezionario 1606
- Lezionario 1607
- Lezionario 1614
- Lezionario 1678
- Lezionario 1739
- Lezionario 1994
- Lezionario 2210

I lezionari 1993 e 1605 sono manoscritti trilingui:
- Lezionario 1993 - copto, greco e arabo
- Lezionario 1605 - greco, copto, e arabo